# Diapoma nandi
Diapoma nandi es una especie de pez characiforme de agua dulce del género Diapoma. Habita en ambientes acuáticos subtropicales del centro-este de Sudamérica.

## Taxonomía
Esta especie fue descrita originalmente en el año 2018 por los ictiólogos James Anyelo Vanegas-Ríos, María de las Mercedes Azpelicueta y Luiz Roberto Malabarba.
Localidad tipo
La localidad tipo referida es: “cerca del puente de la Ruta Nacional 12 en el arroyo Piray-Miní, cuenca del río Paraná, en las coordenadas: 26°20′59″S 54°37′05″O / -26.34972, -54.61806, a una altitud de 128 msnm, departamento Eldorado, Misiones, Argentina”.
Holotipo
El ejemplar holotipo designado es el catalogado como: MLP 11309; se trata de un espécimen macho adulto el cual midió  52,7 mm de longitud estándar. Fue capturado por María Azpelicueta y E. Rodríguez en noviembre de 2000. Se encuentra depositado en la colección de ictiología del museo de ciencias naturales de La Plata (MLP), situado en la ciudad homónima, capital de la provincia argentina de Buenos Aires.
Etimología
Etimológicamente el término genérico Diapoma se construye con palabras en el idioma griego, en donde: dis (dia) significa 'a través' y poma es 'frente'.
El epíteto específico nandi es una palabra derivada del idioma guaraní, la cual significa ‘intrascendente’, en alusión a la ausencia de características externas notables que este pez presenta en vida.
Caracterización
Diapoma nandi se distingue de todos sus congéneres por la siguiente combinación de caracteres: escamas no modificadas en el lóbulo inferior de la aleta caudal, falta de agrandamiento del opérculo y subopérculo, línea lateral incompleta, aleta adiposa hialina, borde distal de la aleta anal recto o ligeramente convexo en los machos adultos, dientes tricúspides grandes en la región anterior del dentario, disposiciones distales de los ganchos óseos en la aleta anal de machos adultos, los radios medios de la aleta caudal carecen de gran mancha redonda y, finalmente, varias variables morfométricas asociadas con la forma del cuerpo.

## Características
Diapoma nandi posee en el sector medio del cuerpo una franja oscura, más intensamente marcada en el tramo entre las aletas adiposa y dorsal. Exhibe cromatóforos oscuros en el borde de las órbitas, en las mejillas y en la base de la aleta adiposa, este último rasgo es menos notable en las hembras. La aleta dorsal muestra los primeros 4 radios blanquecinos, mientras que los posteriores y membranas interradiales  —desde el radio 4 hasta el radio posterior—, son de tonalidad rojiza o anaranjada; la aleta anal tiene pigmentación rojiza en el margen distal (color menos intenso en las hembras); el pedúnculo caudal posee una mancha oscura de extensión variable; la parte anterior del cuerpo cuenta con una mancha humeral, la cual está formada por una densa agrupación de cromatóforos grises; secundariamente, a esta se le suma otra marca de menor superficie y de color gris claro.
Es una pequeña especie (aunque grande para el género), con un largo máximo en el macho de 59,1 mm y en la hembra de 52,5 mm.

## Distribución geográfica y hábitat
Diapoma nandi es una especie exclusiva del sector centro-norte de la provincia de Misiones, en el nordeste de la Argentina, extremo norte de la región mesopotámica de ese país. Solo se conoce del arroyo Piray-Miní, un curso fluvial perteneciente a la cuenca del río alto Paraná, el cual es parte de la cuenca del Plata, cuyas aguas se vuelcan en el océano Atlántico Sudoccidental por intermedio del Río de la Plata.
Es una especie endémica de la ecorregión de agua dulce Paraná inferior.